# Cantó de Villeneuve-l'Archevêque
El cantó de Villeneuve-l'Archevêque és un cantó francès del departament del Yonne, situat al districte de Sens. Té 17 municipis i el cap és Villeneuve-l'Archevêque.

## Municipis
- Bagneaux
- Chigy
- Courgenay
- Flacy
- Foissy-sur-Vanne
- Lailly
- La Postolle
- Les Clérimois
- Les Sièges
- Molinons
- Pont-sur-Vanne
- Saint-Maurice-aux-Riches-Hommes
- Theil-sur-Vanne
- Vareilles
- Villeneuve-l'Archevêque
- Villiers-Louis
- Voisines

## Història
| Data d'elecció                           | Identitat       | Partit        | Qualitat |
| ---------------------------------------- | --------------- | ------------- | -------- |
| 1945-1951                                | Gabriel Laurent | Divers gauche |          |
| 1951-1958                                | M. Gaumont      | Divers droite |          |
| 1958-1970                                | Gabriel Laurent | Divers gauche |          |
| 1970-1982                                | Henri Kienlen   | PS            |          |
| 1982-2001                                | Michel Pichon   | UDF           |          |
| 2001-                                    | Jean Pingal     | UMP           |          |
| les dades anteriors no són pas conegudes |                 |               |          |
|                                          |                 |               |          |

## Demografia
| A partir de 1990: Població sense dobles comptes |